# Kleebach (Chiemsee)
Der Kleebach ist ein Fließgewässer im bayerischen Landkreis Rosenheim und ein Zufluss des Chiemsees.